# Орден Црвеног крста
Српско друштво Црвеног крста основано је 1876. године. 
Године 1877. Друштвени Крст, познатији као Орден Црвеног крста основан је као једностепено одликовање. По прогласу Краљевства, спољни изглед крста је измењен, и тако измењен више се није мењао. 
Крст је додељивао Одбор Друштва Црвеног крста, уз сагласност Канцелара краљевских ордена, за изузетне заслуге и услуге за друштво у време ратно и мирнодопско, за негу и старање о болесним и рањеним, за добротворство и личне заслуге.
Носио се о белој траци. Године 1912. уведена је ратна трака, која је била бела са црвеним пругама поред ивица.